# حارب عبدالله
حارب عبدالله (عربی: حارب عبدالله سهيل؛ زادهٔ ۲۶ نوامبر ۲۰۰۲) بازیکن فوتبال است.
از باشگاه‌هایی که در آن بازی کرده‌است می‌توان به باشگاه فوتبال شباب الاهلی اشاره کرد.
وی همچنین در تیم‌های ملی فوتبال زیر ۲۳ سال امارات متحده عربی و امارات متحده عربی بازی کرده‌است.